# Бурхановка (Николаевская область)
Бурхановка (укр. Бурханівка) — село в Снигирёвском районе Николаевской области Украины.
Основано в 1862 году. Население по переписи 2001 года составляло 283 человек. Почтовый индекс — 57350. Телефонный код — 5162.

## Местный совет
57332, Николаевская обл., Снигирёвский р-н, с. Калиновка, ул. Куйбышева, 17